# Franjo Žgeč
Franjo Žgeč, slovenski pedagog, * 11. april 1896, Dornava, † 31. avgust 1961, Celje.

## Življenje in delo
Franjo Žgeč je bil rojen v Dornavi pri Ptuju kmetu Francu in Ani Žgeč. Gimnazijo je med letoma 1908 in 1913 obiskoval na Ptuju, nato pa še v Mariboru, kjer je bil kot dijak 6. razreda aprila 1915 vpoklican k vojakom. Poslan je bil na rusko fronto, bil tam zajet in od 6. junija 1916 do 31. oktobra 1918 v ruskem ujetništvu. Po vrnitvi v Maribor je do februarja 1919 ponovno služil vojsko, nato pa je istega leta maturiral in opravil dopolnilni izpit iz francoščine. Od jeseni 1919 je študiral slavistiko, francoščino in pedagogiko na ljubljanski Filozofski fakulteti in 1923 doktoriral z disertacijo Problemi vzgoje najširših plasti našega naroda, ki je 1923 izšla tudi v knjigi, in bil zanjo odlikovan z redom svetega Save. Takoj nato je s francosko državno štipendijo odšel na pariško Sorbono, kjer je delal v laboratoriju eksperimentalne pedagogike Theodorja Simona. Tam je navezal stike z znanimi pedagogi in se dodatno izpopolnjeval še v inštititu J. J. Rousseau v Ženevi. Oktobra 1924 je nastopil službo učitelja na Prevaljah, ki jo je opravljal do aprila 1925. Nato je bil 5 mesecev suplent na ženskem učiteljišču v Mariboru, od septembra 1925 do novembra 1926 asistent na višji pedagoški šoli v Zagrebu, od novembra 1926 do oktobra 1928 suplent na moškem učiteljišču in do januarja 1931 profesor na realni gimnaziji v Mariboru. Leta 1931 so ga kazensko premestili na ptujsko gimnazijo in od tam leta 1934 v Celje. Med okupacijo je bil brezposeln in prisilno upokojen. Od oktobra 1945 je eno leto učil na realni gimnaziji v Celju, nato pa se je zaradi bolezni upokojil.
Leta 1921 je na ljubljanski univerzi s K. Ozvaldom ustanovil Akademsko socialno-pedagoški krožek in bil več let njegov predsednik. Bil je med aktivnimi člani Pedagoške centrale v Mariboru, idejni vodja njenega programa ter med letoma 1928 in 1930 sourednik pedagoške revije Popotnik. 
Žgeč velja za pionirja pedagoške sociologije na Slovenskem. V svojih spisih je s pedagoškim in sociološkim posluhom odkrival in vzorčno-posledično analiziral bedo slovenskih osnovnošolskih otrok in bil oster kritik krivic, ki jih je v njegovem času doživljala šolska mladina. Članke in razprave je objavljal v Pedagoškem zborniku, Poporniku, Učiteljskem tovarišu, Ljubljanskem zvonu, Ženskem svetu, Roditeljskem listu in Obzorjih. Napisal je samostojni deli Problemi vzgoje najširših plasti našega naroda in Ali spolna vzgoja res ni potrebna? Žgeč je bil pedagoški teoretik in praktik, humanist z izredno razvitim socialnim čutom, marksist, ki je bil  sposoben prenašati napredne ideje med slovensko učiteljstvo.
Umrl je v Celju, pokopan pa je v Dornavi, kjer so mu leta 1976 odkrili doprsni kip, delo V. Gojkoviča.